# MU-30
La autovía MU-30 comunica la A-7, enlace con RM-15, con la A-30.
En un futuro, cuando se complete la autovía, será el anillo que circunvale a la capital murciana.

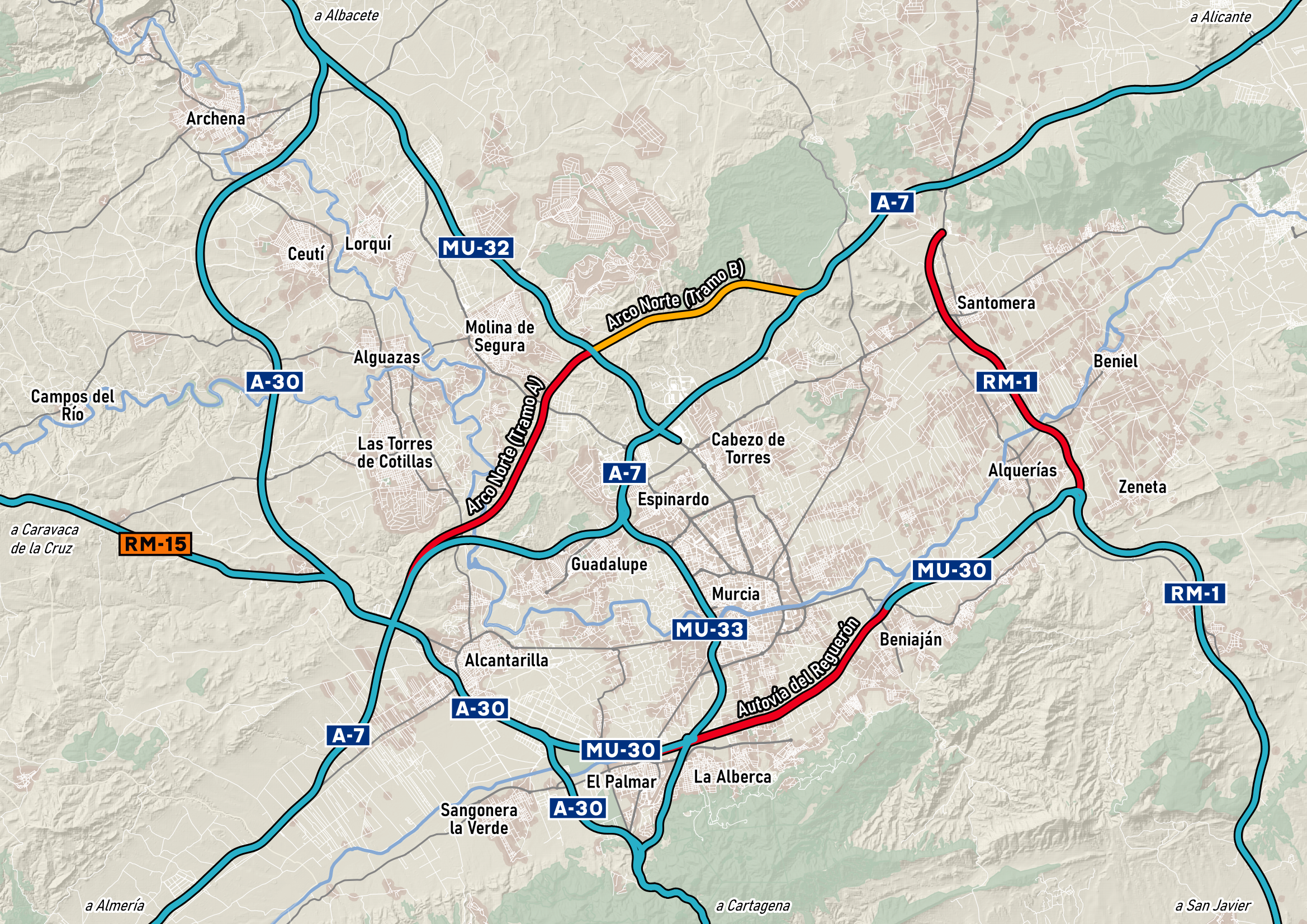
Mapa de Murcia con el recorrido proyectado de la MU-30

## Nomenclatura
El nombre de MU-30 significa: MU es el código que recibe al ser una autovía urbana de la ciudad de Murcia, y el 30 significa que es la tercera ronda de la ciudad.

## Trazado actual
Se encuentran en servicio dos tramos inconexos: entre Alcantarilla (A-7) y El Palmar (A-30) y entre Beniaján y Zeneta (RM-1). El tramo central se cancelaron las obras en 2010 y ha sido relicitado el proyecto en abril de 2025.

## Tramos
| Denominación | Tramo                                                            | Año servicio / Estado (2025)                                                                     | Kilómetros |
| ------------ | ---------------------------------------------------------------- | ------------------------------------------------------------------------------------------------ | ---------- |
| MU-30        | Alcantarilla A-7 - El Palmar A-30                                | 2001                                                                                             | 9          |
|              | El Palmar A-30 - Zeneta RM-1 (Subtramo: A-30 - Enlace Beniaján)  | Nuevo proyecto licitado (pendiente readjudicación de proyecto) (pendiente relicitación de obras) | 8          |
| MU-30        | El Palmar A-30 - Zeneta RM-1 (Subtramo: Enlace Beniaján - RM-1 ) | 2021                                                                                             | 6,8        |

## Salidas

### Tramo Alcantarilla-El Palmar
| Velocidad | Esquema | Salida | Sentido El Palmar                       | Sentido Alcantarilla                             | Carretera  | Notas |
| --------- | ------- | ------ | --------------------------------------- | ------------------------------------------------ | ---------- | ----- |
|           |         |        | MU-30                                   | RM-15                                            |            |       |
|           |         |        | El Palmar 10 Cartagena 54               | Mula 25                                          | RM-15      |       |
|           |         | 0a     | Almería Granada                         | Almería Granada                                  | A-7 E-15   |       |
|           |         | 0b     | Murcia                                  | Murcia                                           | A-7 E-15   |       |
|           |         | 1      | Alcantarilla                            |                                                  |            |       |
|           |         | 2      | Barqueros Fuente Librilla Alcantarilla  | Barqueros Fuente Librilla Alcantarilla           | RM-C1      |       |
|           |         |        | Túnel de Alcantarilla (1160 m)          | Túnel de Alcantarilla (1160 m)                   |            |       |
|           |         | 4      | Sangonera la Seca P.I. Oeste base aérea | Sangonera la Seca P.I. Oeste base aérea          |            |       |
|           |         | 6      | Cartagena aeropuerto                    |                                                  | MU-31 A-30 |       |
|           |         | 6      |                                         | Sangonera la Verde P.I. Oeste                    |            |       |
|           |         | 7      | El Palmar San Ginés P.I. Oeste          | El Palmar San Ginés P.I. Oeste                   | RM-611     |       |
|           |         | 9      |                                         | Aljucer El Palmar Hospital Virgen de la Arrixaca | N-301a     |       |
|           |         |        | Murcia 5 Cartagena 45                   | Alcantarilla 10 Mula 35                          | A-30       |       |
|           |         |        | Enlace con A-30                         | MU-30                                            |            |       |

### Tramo Beniaján-Zeneta
| Velocidad | Esquema | Salida | Sentido RM-1              | Sentido Beniaján              | Carretera | Notas |
| --------- | ------- | ------ | ------------------------- | ----------------------------- | --------- | ----- |
|           |         |        | MU-30                     | Avenida de Levante            |           |       |
|           |         |        | San Javier 38             | Murcia 5                      | MU-30     |       |
|           |         | 17     |                           | avda. Levante Murcia Beniaján | RM-300    |       |
|           |         |        | FC Chinchilla - Cartagena | FC Chinchilla - Cartagena     |           |       |
|           |         |        | San Javier 31             | Murcia 12                     | A-30      |       |
|           |         |        | RM-1 Enlace con RM-1      | MU-30 Enlace con RM-1         |           |       |